# Barn (enhet)
För andra betydelser, se Barn (olika betydelser).
Barn är en enhet för area och sannolikhet som används inom kärnfysiken. Även om det inte är en SI-enhet så är den accepterad inom Internationella måttenhetssystemet. Den används främst som enhet för tvärsnitt, vilka visar hur stor sannolikheten är för att partiklar som rör sig mot objekt skall genomgå reaktioner. 
Definitionen är 1 barn (b) = 10−28 m².
Enheten kommer sig av det engelska ordet barn (ladugård) genom uttrycket "träffa en ladugårdsvägg (hit the side of a barn)".